# Cheesecake
Cheesecake – singel białoruskiego zespołu Jurija „Teo” Wasczuka, napisany przez niego samego we współpracy z Dzmitrijem Nowikiem, wydany w 2014 roku.

## Historia utworu

### Nagrywanie
Utwór został skomponowany pod koniec 2013 roku przez Jurija „Teo” Wasczuka, słowa piosenki napisał Dzmitrij Nowik. Po finale krajowych eliminacji eurowizyjnych EuroFest, który odbył się 10 stycznia 2014 roku, Europejskiej Unii Nadawców (główny organizator Konkursu Piosenki Eurowizji) zwrócił uwagę na nieregulaminowe słowa piosenki, które zawierały lokowanie produktu – nazwę serwisu internetowego Google Maps. Frazę zastąpiono słowami all the maps.
W lutym Teo wystąpił gościnnie w programie Naperad u minulae, w którym zaprezentowana została nowa wersja singla, nagrana w towarzystwie żeńskiego zespołu śpiewaczego Pawaliaki.

### Teledysk
W grudniu 2013 roku premierę miał oficjalny teledysk, którego reżyserem został Jurij Dobrow. W klipie gościnnie wystąpiła modelka Aya-Sofiya Richmond

### Wykonania na żywo:EuroFest, Konkurs Piosenki Eurowizji
W styczniu 2014 roku utwór wygrał krajowe eliminacje eurowizyjne EuroFest, dzięki czemu reprezentował Białoruś podczas 59. Konkursu Piosenki Eurowizji. 8 maja wokalista zaprezentował swój utwór w drugim półfinale konkursu i zakwalifikował się do sobotniej rundy finałowej z piątego miejsca. W finale wystąpił jako drugi w kolejności i zajął ostatecznie 16. miejsce, zdobywając łącznie 43 punkty, w tym maksymalną notę 12 punktów od Rosji.

## Lista utworów
Digital download
1. „Cheesecake” – 2:56

## Notowania na listach przebojów
| Kraj            | Lista (2014)      | Miejsce |
| --------------- | ----------------- | ------- |
| Irlandia        | Top 100 Singles   | 75      |
| Austria         | Ö3 Austria Top 40 | 75      |
| Wielka Brytania | Top 200 Singles   | 140     |